# Pierre-Jean-Raymond Granboulan
Pierre-Jean-Raymond Granboulan, francoski general, * 1881, † 1951.